# Святовский Мох
Святовский Мох — ненаселённый остров на Рыбинском водохранилище, образованный всплывшими торфяниками. Территория острова относится к Рыбинскому району Ярославской области.
Остров расположен в юго-западной части водохранилища, вблизи расположенных на берегу деревень Дубец и Дуброва. Форма острова — неправильная, длина в направлении с запада на восток около 7 км, ширина в направлении север — юг около 3 км. Расстояние до берега в западном направлении около 1,5 км. Остров находится на мелководье, глубины в окрестностях 1–2 м, фарватеры проходят южнее и восточнее острова. Территория острова представляет собой болото, непригодное для проживания. На острове растут типичные болотные растения, в том числе он богат клюквой, однако её сбор связан с опасностями попадания в трясину.
Остров образовался в результате затопления суши Рыбинским водохранилищем и всплытия торфяников. Первоначально всплывшие торфяники представляли плавучую торфяную массу, данный остров закрепился на мелководье. Торфяная масса со временем поросла болотной растительностью, которая в какой-то мере зафиксировала эту массу, однако края острова остаются неопределенными и отдельные куски острова могут отрываться. В окрестностях острова находится несколько закрепившихся маленьких островков.